# Warren Whitlinger
Warren Wayne Whitlinger (Barnesville, 4 aprile 1914 – Neenah, 30 aprile 2012) è stato un cestista statunitense, professionista nella NBL.

## Carriera
Giocò per una stagione nella NBL, disputando 13 partite con 4,5 punti di media.